# Mirko Celestino
Mirko Celestino (født 19. marts 1974 i Albenga) er en tidligere professionel italiensk landevejscykelrytter. Han cyklede for det italienske hold Team Milram.